# István Szondy
István Szondy (Berettyóújfalu, 29 dicembre 1925 – 31 maggio 2017) è stato un pentatleta e cavaliere ungherese.

## Palmarès
In carriera ha conseguito i seguenti risultati:
- Giochi olimpici:

Helsinki 1952: oro nel pentathlon moderno a squadre ed bronzo individuale.
- Mondiali:

Santo Domingo 1953: argento nel pentathlon moderno individuale.
Budapest 1954: oro nel pentathlon moderno a squadre e bronzo individuale.
Zurigo 1955: oro nel pentathlon moderno a squadre.